# Thiago Almada
Thiago Ezequiel Almada, född 26 april 2001, är en argentinsk fotbollsspelare som spelar för Botafogo och Argentinas landslag.

## Klubbkarriär
I februari 2022 värvades Almada av Atlanta United.
Den 6 juli 2024 värvades Almada av brasilianska Botafogo, där han skrev på ett femårskontrakt.

## Landslagskarriär
Almada debuterade för Argentinas landslag den 24 september 2022 i en 3–0-vinst över Honduras, där han blev inbytt i den 54:e minuten mot Papu Gómez.
I juni 2021 blev Almada uttagen i Argentinas trupp till olympiska sommarspelen 2020 i Tokyo. I november 2022 blev Almada uttagen i Argentinas trupp till VM 2022 som ersättare till skadade Joaquín Correa.